# LH 4
 LH 4  ori  Laetoli Hominid 4  este codul alfanumeric de catalog a unei mandibule fosilizate, descoperită de paleoantropoloaga Mary Leakey și echipa sa, în 1974, în situl arheologic preistoric de la Laetoli, Tanzania.

## Descriere
Mary Leakey și doi membri ai echipei sale, Johanson și White, au descoperit între 1974 și 1977 patruzeci-și-două de dinți fosilizați de hominidae, asociați mai multor mandibule. Una dintre aceste mandibule era LH-4, un specimen foarte reușit, care avea nouă dinți. A fost White, care a descris acele fosile, iar numele de cod LH-4 a devenit și „purtătorul de nume” al noii specii.

## Observații
Specimenul, căruia îi aparținea mandibula, trăise în urmă cu 2,9 - 3,9 milioane de ani în urmă (mau), era un adult care aparținea speciei numite Australopithecus afarensis. Pe mandibulă, toți molarii sunt prezenți și un canin destul de masiv. Majoritatea dinților anteriori lipsesc. Dar, arcada dentară este într-o stare bună, cu puține semne de distorsiune.